# Bilel Taieb
Pas d'image ? Cliquez ici

a Compétitions nationales et continentales officielles uniquement.

b Matchs officiels uniquement.
Dernière mise à jour le 23 janvier 2025.
Bilel Taieb, né le 27 janvier 1993 à Oyonnax, est un joueur international tunisien de rugby à XV qui joue au poste de troisième ligne centre au Provence Rugby.

## Biographie
Né à Oyonnax, il grandit dans le quartier de la Courteline et pratique de l'athlétisme, du basket-ball et de la boxe avant de percer dans le rugby à XV.
En juin 2022, il signe un contrat pour deux saisons avec le Provence Rugby.

## Palmarès
- Champion de France de Pro D2 2017